# Samuel Peter
Samuel Okon Peter (nacido el 5 de septiembre de 1980 en Akwa Ibom, Nigeria) es un boxeador nigeriano que fue campeón del mundo de los pesos pesados para el Consejo Mundial de Boxeo.

## Biografía
Como aficionado ganó el campeonato de los pesos pesados de Nigeria y de la Zona 3 africana. Destaca entre sus enfrentamientos como aficionado un nocaut ante el medallista Mukhtarkhan Dildabekov. Representó a Nigeria en los Juegos Olímpicos de Sídney pero perdió en los cuartos de final ante el italiano Paolo Vidoz por decisión unánime.
Como profesional disputó en 2005 los títulos NABF, USBA y NABA ante Taurus Sykes, al que noqueó en el segundo asalto. Sin embargo, perdió su siguiente combate ante Wladimir Klitschko, de nuevo por decisión. En 2006 conquistó otra vez el título NABF ante Julius Long, defendiéndolo posteriormente ante James Toney en un par de ocasiones. Ante Jameel McCline peleó por el título interino del Consejo Mundial de Boxeo, que consiguió al ganarle tras una docena de asaltos. En 2008 tuvo su oportunidad ante el campeón del Consejo Mundial, Oleg Maskaev, ganando el título tras seis asaltos, aunque al combate siguiente lo perdió ante Vitali Klitschko.

## Récord profesional
| 38 Ganadas (31 KOs), 9 Derrotas |        |                        |      |               |            |                                                                      |                                                                                          |
| Res.                            | Récord | Oponente               | Tipo | Rd., Tiempo   | Datos      | Localidad                                                            | Notas                                                                                    |
| D                               | 38–9   | Arslanbek Makhmudov    | TKO  | 1 (10), 2:23  | 07-12-2019 | Bell Centre, Montreal, Canadá                                        |                                                                                          |
| D                               | 38–8   | Hughie Fury            | TKO  | 7 (12), 2:11  | 12-07-2019 | King Abdullah Sports City, Jeddah, Arabia Saudita                    |                                                                                          |
| G                               | 38–7   | Alejandro Garduno      | KO   | 1 (10), 2:32  | 27-04-2019 | Cheer's Bar, Tijuana, México                                         |                                                                                          |
| D                               | 37–7   | Mario Heredia          | SD   | 8             | 13-04-2019 | Boardwalk Hall, Atlantic City, Estados Unidos                        |                                                                                          |
| G                               | 37–6   | Gerardo Escobar        | KO   | 1 (10), 0:44  | 22-02-2019 | Cheer's Bar, Tijuana, México                                         |                                                                                          |
| D                               | 36–6   | Kubrat Pulev           | RTD  | 3 (12), 3:00  | 03-12-2016 | Arena Armeec, Sofía, Bulgaria                                        | Por el título vacante WBA Intercontinental del peso pesado                               |
| G                               | 36–5   | Juan Carlos Salas      | RTD  | 3 (4), 3:00   | 23-10-2016 | As Boxing Arena, Tijuana, México                                     |                                                                                          |
| G                               | 35–5   | Ron Aubrey             | TKO  | 1 (8), 2:34   | 27-09-2014 | OKC Downtown Airpark, Oklahoma City, Oklahoma, US                    |                                                                                          |
| D                               | 34–5   | Robert Helenius        | KO   | 9 (12), 1:50  | 02-04-2011 | Gerry Weber Stadium, Halle, Alemania                                 | Por el título WBO Intercontinental y el vacante WBA Intercontinental del peso pesado     |
| D                               | 34–4   | Wladimir Klitschko     | KO   | 10 (12), 1:22 | 11-09-2010 | Commerzbank-Arena, Frankfurt, Alemania                               | Por los títulos IBF, WBO, IBO, The Ring, y lineales del peso pesado.                     |
| G                               | 34–3   | Nagy Aguilera          | TKO  | 2 (12), 2:24  | 12-03-2010 | Gaylord Texan Resort Hotel & Convention Center, Grapevine, Texas, US |                                                                                          |
| G                               | 33–3   | Gabe Brown             | TKO  | 4 (8), 2:58   | 19-12-2009 | Beeghly Center, Youngstown, Ohio, US                                 |                                                                                          |
| G                               | 32–3   | Ronald Bellamy         | TKO  | 2 (8), 1:36   | 15-09-2009 | Plaza de Toros, Cancún, México                                       |                                                                                          |
| G                               | 31–3   | Marcus McGee           | KO   | 3 (8)         | 25-07-2009 | Palenque del recinto ferial, Nuevo Vallarta, México                  |                                                                                          |
| D                               | 30–3   | Eddie Chambers         | MD   | 10            | 27-03-2009 | Nokia Theatre L.A. Live, Los Ángeles, California, US                 |                                                                                          |
| D                               | 30–2   | Vitali Klitschko       | RTD  | 8 (12), 3:00  | 11-10-2008 | O2 World Arena, Berlín, Alemania                                     | Pierde el título WBC del peso pesado                                                     |
| G                               | 30–1   | Oleg Maskaev           | TKO  | 6 (12), 2:56  | 08-03-2008 | Plaza de Toros, Cancún, México                                       | Gana el título WBC del peso pesado                                                       |
| G                               | 29–1   | Jameel McCline         | UD   | 12            | 06-10-2007 | Madison Square Garden, New York City, New York, US                   | Gana el vacante título WBC interino del peso pesado                                      |
| G                               | 28–1   | James Toney            | UD   | 12            | 06-01-2007 | Seminole Hard Rock Hotel and Casino, Hollywood, Florida, US          | Retiene el título NABF del peso pesado                                                   |
| G                               | 27–1   | James Toney            | SD   | 12            | 02-09-2006 | Staples Center, Los Ángeles, California, US                          | Retiene el título NABF del peso pesado; Gana el título IBA del peso pesado               |
| G                               | 26–1   | Julius Long            | KO   | 1 (12), 2:35  | 28-04-2006 | Mohegan Sun Arena, Montville, Connecticut, US                        | Gana el vacante título NABF del peso pesado                                              |
| G                               | 25–1   | Robert Hawkins         | UD   | 10            | 15-12-2005 | Seminole Hard Rock Hotel and Casino, Hollywood, Florida, US          | Gana el vacante título WBA–NABA del peso pesado                                          |
| D                               | 24–1   | Wladimir Klitschko     | UD   | 12            | 24-09-2005 | Boardwalk Hall, Atlantic City, New Jersey, US                        | Pierde el título NABF del peso pesado; Por el vacante título WBO–NABO del peso pesado    |
| G                               | 24–0   | Taurus Sykes           | KO   | 2 (12), 2:07  | 02-07-2005 | Events Center, Reno, Nevada, US                                      | Retiene los títulos NABF y USBA del peso pesado; Gana el título WBA–NABA del peso pesado |
| G                               | 23–0   | Gilbert Martinez       | TKO  | 3 (10), 2:05  | 29-04-2005 | Union Plaza Hotel and Casino, Las Vegas, Nevada, US                  |                                                                                          |
| G                               | 22–0   | Yanqui Díaz            | TKO  | 5 (12), 0:54  | 22-01-2005 | American Airlines Arena, Miami, Florida, US                          | Gana el vacante título USBA del peso pesado                                              |
| G                               | 21–0   | Jeremy Williams        | KO   | 2 (12), 0:27  | 04-12-2004 | Mandalay Bay Events Center, Paradise, Nevada, US                     | Gana el vacante título NABF del peso pesado                                              |
| G                               | 20–0   | Jovo Pudar             | UD   | 10            | 05-08-2004 | Seminole Hard Rock Hotel and Casino, Hollywood, Florida, US          |                                                                                          |
| G                               | 19–0   | Charles Shufford       | UD   | 10            | 17-05-2004 | Bally's Las Vegas, Paradise, Nevada, US                              |                                                                                          |
| G                               | 18–0   | Jose Arimatea Da Silva | TKO  | 2 (8), 2:20   | 06-03-2004 | Foxwoods Resort Casino, Ledyard, Connecticut, US                     |                                                                                          |
| G                               | 17–0   | Chris Isaac            | TKO  | 7 (8), 0:29   | 22-01-2004 | Glendale Arena, Glendale, Arizona, US                                |                                                                                          |
| G                               | 16–0   | Jason Farley           | TKO  | 2 (10)        | 27-09-2003 | HSBC Arena, Buffalo, New York, US                                    |                                                                                          |
| G                               | 15–0   | Daniel Frank           | KO   | 2 (8)         | 30-08-2003 | Sam's Town Hotel and Gambling Hall, Tunica, Mississippi, US          |                                                                                          |
| G                               | 14–0   | Lyle McDowell          | TKO  | 4 (6), 2:12   | 21-06-2003 | Staples Center, Los Ángeles, California, US                          |                                                                                          |
| G                               | 13–0   | Dale Crowe             | TKO  | 4 (10), 1:08  | 07-03-2003 | City Center Pavilion, Reno, Nevada, US                               | Gana el vacante título WBC Youth del peso pesado                                         |
| G                               | 12–0   | Cornelius Ellis        | TKO  | 2 (4), 0:32   | 27-07-2002 | Mandalay Bay Events Center, Paradise, Nevada, US                     |                                                                                          |
| G                               | 11–0   | Francis Royal          | TKO  | 2 (6), 2:24   | 07-06-2002 | Rawhide Arena, Scottsdale, Arizona, US                               |                                                                                          |
| G                               | 10–0   | Terry Porter           | KO   | 2 (4), 2:54   | 24-05-2002 | Brady Theater, Tulsa, Oklahoma, US                                   |                                                                                          |
| G                               | 9–0    | Julius Joiner          | RTD  | 1 (4)         | 22-03-2002 | Celebrity Theatre, Phoenix, Arizona, US                              |                                                                                          |
| G                               | 8–0    | Marion Wilson          | UD   | 4             | 03-03-2002 | Catholic Youth Center, Scranton, Pennsylvania, US                    |                                                                                          |
| G                               | 7–0    | Curtis Taylor          | KO   | 1 (4)         | 10-11-2001 | Fernwood Resort, Bushkill, Pennsylvania, US                          |                                                                                          |
| G                               | 6–0    | Giles Knox             | TKO  | 1 (4), 1:58   | 28-09-2001 | Caesars Palace, Paradise, Nevada, US                                 |                                                                                          |
| G                               | 5–0    | Freddy Gatica          | TKO  | 1 (4), 1:30   | 25-08-2001 | Flamingo, Laughlin, Nevada, US                                       |                                                                                          |
| G                               | 4–0    | Shannon Head           | TKO  | 1 (4)         | 28-07-2001 | Exhibition Hall, Fort Myers, Florida, US                             |                                                                                          |
| G                               | 3–0    | George Chamberlain     | TKO  | 1 (4)         | 25-05-2001 | Estadio Carlos Dittborn, Arica, Chile                                |                                                                                          |
| G                               | 2–0    | James Lester           | TKO  | 3 (4)         | 10-05-2001 | Biltmore Hotel, Phoenix, Arizona, US                                 |                                                                                          |
| G                               | 1–0    | Georgi Hristov         | KO   | 1 (4), 1:30   | 06-02-2001 | Baluan Sholak Sports Palace, Almaty, Kazajistán                      | Debut profesional.                                                                       |